# 黃鳥尾花
黃鳥尾花（学名：Crossandra nilotica）为爵床科鳥尾花屬下的一个种。